# Banū Khath'am
I Banū Khathʿam (in arabo بنو خثعم‎?) erano una tribù araba della Penisola araba.
All'epoca di Maometto erano insediati nelle regioni montagnose tra Ṭāʾif e l'oasi di Najrān, lungo la strada carovaniera che da La Mecca conduceva fino allo Yemen.
Assieme ai Bajīla facevano parte dei B. Anmār. 
Dei Khathʿam si ricorda il poeta Anas b. Mudrik, che fu anche un intrepido guerriero. Fu lui e la sua tribù che, con l'aiuto dei B. Madḥij, sconfissero i B. ʿĀmir b. Ṣaʿṣaʿa di ʿĀmir b. al-Ṭufayl, e che in un combattimento contro i B. Jusham, uccise il loro poeta-brigante Sulayk b. Sulaka.